# 徐朴
徐朴（1463年—？），字用文，浙江绍兴府上虞縣人，匠籍，明朝政治人物。

## 生平
弘治八年乙卯科浙江鄉試第六十九名舉人。弘治十二年（1499年）中式己未科會試第三十八名，二甲第十四名進士。歷官刑部员外郎，正德三年八月因接管霸州商贩徐振一案，因狱久不决，被下都察院监狱。後官至山东青州府知府。

## 家族
曾祖徐秉彝；祖徐偉；父徐祜。母韓氏。慈侍下。弟楠、相、槃、本、橋。